# Вест-Сейлем (Огайо)
Вест-Сейлем (англ. West Salem) — селище (англ. village) в США, в окрузі Вейн штату Огайо. Населення — 1430 осіб (2020).

## Географія
Вест-Сейлем розташований за координатами 40°58′11″ пн. ш. 82°6′27″ зх. д. / 40.96972° пн. ш. 82.10750° зх. д. (40.969688, -82.107614).  За даними Бюро перепису населення США в 2010 році селище мало площу 2,83 км², з яких 2,82 км² — суходіл та 0,01 км² — водойми.

## Демографія
Згідно з переписом 2010 року, у селищі мешкали 1464 особи в 558 домогосподарствах у складі 393 родин. Густота населення становила 518 осіб/км².  Було 620 помешкань (219/км²).
Расовий склад населення:
| - 97,8 % — білих - 0,1 % — корінних американців - 0,1 % — чорних або афроамериканців - 1,0 % — осіб інших рас |

До двох чи більше рас належало 1,0 %. Частка іспаномовних становила 2,1 % від усіх жителів.
За віковим діапазоном населення розподілялося таким чином: 27,1 % — особи молодші 18 років, 62,0 % — особи у віці 18—64 років, 10,9 % — особи у віці 65 років та старші. Медіана віку мешканця становила 37,1 року. На 100 осіб жіночої статі у селищі припадало 102,5 чоловіків;  на 100 жінок у віці від 18 років та старших — 99,4 чоловіків також старших 18 років.
Середній дохід на одне домашнє господарство  становив 46 422 долари США (медіана — 35 417), а середній дохід на одну сім'ю — 49 431 долар (медіана — 37 107). Медіана доходів становила 38 919 доларів для чоловіків та 22 353 долари для жінок. За межею бідності перебувало 20,9 % осіб, у тому числі 25,6 % дітей у віці до 18 років та 8,6 % осіб у віці 65 років та старших.
Цивільне працевлаштоване населення становило 732 особи. Основні галузі зайнятості: виробництво — 27,3 %, освіта, охорона здоров'я та соціальна допомога — 14,6 %, мистецтво, розваги та відпочинок — 12,4 %, роздрібна торгівля — 11,2 %.